# Ludvig Strigeus
Ludvig Strigeus (ludde) je švedski programer najpoznatiji po svom radu na razvoju programa poput µTorrent-a (BiTorrent klijent), OpenTTD-a, i ScummVM-a. Strigeus ima znanstveni magisterij u računalstvu i inženjerstvu Chalmers University of Technology-a te trenutačno je zaposlen kao programski inženjer tvrtke Spotify AB.
Godine 2005., osvojio je nagradu PuzzleCrack.
Rođen 1981. godine i živi u Göteborgu u Švedskoj.

## Software
- µTorrent - BitTorrent client, lake kategorije, za Microsoft Windows i OS X (zatvoreni kod)
- ScummVM - program za tumačenje enginea avanturistički igra, ponajviše onih igri koje se baziraju na SCUMM engineu LucasArtsa
- OpenTTD - engine od igre Transport Tycoon, original poboljšan u mnogim stvarima na razne načine (s mogućnostima TTDPatch-a, koji implementiran i poboljšan sa stvarima poput mogućnosti igranja s više igrača)
- Trac - alat za rukovođenje projekata (manji doprinosi)
- Portovi Dr. Marioa i Kwirka na TI-89 grafičkom kalkulatoru
- "The Idiot" - kartaška igra za Windows
- WebWorks - tekstualni HTML uređivač   Arhivirana inačica izvorne stranice od 20. veljače 2013. (Wayback Machine)

## Vanjske poveznice
- SourceForge profil